# 汲桑
汲 桑（きゅう そう、? - 永嘉元年12月2日（308年1月11日））は、西晋時代から五胡十六国時代初頭にかけて活動した牧人の首領。清河郡貝丘県（現在の山東省聊城市臨清市）の出身（一説によると陽平郡の出身とも）。

## 事跡
若い頃の事績は不明である。
西晋の太安年間（302年 - 303年）には、茌平において馬牧場を運営しており、多数の牧人を配下に従えていた。その牧場の隣には師懽という人物の家があり、そこには㔨（後の石勒）という人物が奴隷として働いていた。汲桑は彼と仲が良く、㔨が奴隷から解放されると、牧場に雇い入れてその面倒を見てるようになった。
永興2年（305年）、司馬穎の復権を掲げた公師藩らが挙兵すると、汲桑は㔨と共に牧人と数百騎の馬を連れて清河へ赴き、公師藩の下へと身を投じた。この時、汲桑は㔨に石という姓を与え、名を勒と改めさせた。公師藩は司馬模が守る鄴に向けて軍を進めるが、司馬模配下の馮嵩に大敗し、殺された。汲桑も追撃を受けたが、馬牧場へと逃げ込み追手を振り切った。その後、茌平へと帰還した。同年、司馬穎は東海王の司馬越に敗れて長安から逃走するが、馮嵩に捕えられて鄴へ送られ、後に処刑された。
永嘉元年（307年）、汲桑は郡県を略奪して回り、再び勢力を拡大させると、大将軍を自称して挙兵し「司馬越・司馬騰を誅殺して司馬穎の仇を討ち、名を挙げようではないか」と宣言した。また、石勒を前鋒都督とし、司馬騰の守る鄴へと軍を進め、迎え撃つ敵軍を尽く撃破した。
5月、汲桑は迎え撃ってきた馮嵩を撃ち破ると、軍を進めて鄴へ入った。司馬騰は単騎で逃走を図るも、汲桑配下の李豊に斬り殺された。汲桑は鄴に入ると、盧志により埋葬されていた司馬穎の棺を掘り起こし、その棺を車中に載せた。これより後、事があるたびに棺に言上してから実行に移すようになった。汲桑は鄴で1万人以上を虐殺し、大規模に略奪を行った。最後には宮中に火が放たれ、その火は10日が経過しても治まる気配を見せなかったという。鄴は袁紹・曹操の本拠地として発展し、その後も魏の主要都市として栄えたが、汲桑の侵略によって灰燼に帰すことになった。
鄴から兵を引き上げた汲桑は、司馬越誅殺を掲げて兗州に軍を進めた。
6月、汲桑らは幽州刺史石尟が守る楽陵に攻め込み、石尟を敗死させた。さらに、司馬越が差し向けた苟晞らと平原と陽平の間で対峙し、睨み合いは数か月にわたった。大小合わせて30を超える戦を繰り広げたが、両軍とも譲らなかった。
7月、司馬越が自ら軍を率いて官渡まで乗り出してくると、苟晞は一気に攻勢をかけ、汲桑軍は死者1万人余りを数える大敗を喫した。汲桑は散り散りになった残兵をかき集めて、漢を建国した劉淵の下に向かおうとした。しかし、冀州刺史丁紹に阻まれ、赤橋において散々に打ち破られた。
12月、汲桑は馬牧場へと逃亡を図ったが、乞活の田禋が司馬騰の報復として汲桑討伐の兵を挙げると、汲桑は楽陵で討たれた。

## 人物
20歳余りにして百鈞を挙げるほどの力をつけ、大声をあげると数里に声が轟くと称されるほど凄まじく、当時の人々を感服させたという。
また、残忍な性格で知られた。ある6月の暑い時期、汲桑は衣服を重ね着しており、涼を取ろうとして人に扇がせた。だが、全く涼しくならなかったために激怒し、扇いでいた者を斬り殺したという逸話が残る。